# Obispo Santistevan
Obispo Santistevan é uma província da Bolívia localizada no departamento de Santa Cruz, sua capital é a cidade de Montero.